# Antoon Wittevrongel
Antoon Jozef Wittevrongel, né le 28 novembre 1884 à Tielt et y décédé le 14 novembre 1939, fut un homme politique belge catholique. 
Il fut syndicaliste catholique dans le secteur textile.
Antoon Wittevrongel (1884-1939) a commencé sa carrière après la Première Guerre mondiale comme étant exemptées pour la Fédération des Christene Schoen- et les transformateurs de cuir. Après la fusion en 1925 des travailleurs du cuir et gantiers à la Fédération protestante de cuir et de l'habillement (siège Izegem), il était d'environ 1926 président de la nouvelle fédération, principalement en Flandre occidentale était actif. Wittevrongel également joué un rôle dans les organisations locales du travail à Tielt, où il a été conseiller municipal (1921) et les navires (1933). En 1939, il a été élu quelques mois avant sa mort, sénateur du district de Roeselare-Tielt.

## Fonctions et mandats
- Conseiller communal de Tielt : 1921
- Échevin de Tielt : 1933
- Sénateur : 
  - 1939-mort : élu de l'arrondissement de Roulers-Tielt

## Source
- Bio sur ODIS

1. ↑  « http://www.archiefbank.be/dlnk/AE_1596 »